# Zvučni velarni frikativ
Zvučni velarni frikativ suglasnik je koji postoji u nekim jezicima, a u međunarodnoj fonetskoj abecedi za njega se koristi simbolom [ɣ].
Glas ne postoji u hrvatskome standardnom jeziku, ali pojavljuje se kao alofon glasa /x/ pred zvučnim suglasnicima (primjerice, šah bi [ʃaɣ‿bi]). Pojavljuje se u jezicima poput modernoga grčkog, nizozemskog, azerbejdžanskog i drugih.
Karakteristike su:
- po načinu tvorbe jest frikativ
- po mjestu tvorbe jest velarni suglasnik
- po zvučnosti jest zvučan.